# Chirp
Chirp é o sétimo episódio da segunda temporada da série Modern Family. O episódio foi exibido originalmente pela ABC no dia 3 de novembro de 2010 nos EUA.

## Sinopse
Claire e Haley tem um pouco de tempo para conversar enquanto elas estão doentes presas em casa, Phil está preocupado com as provocações de um detector de fumaça. Gloria e Manny fazem uma visita surpresa no trabalho de Jay e Cameron vira as costas para Mitchell e leva Lily para gravar um comercial.

## Críticas
Na sua transmissão original americana, "Chirp" foi visto por cerca de 12.210 mil famílias. O episódio teve uma pequena queda na audiência comparado colm o anteriror "Halloween".
O episódio contou com muitas críticas positivas. Joel Keller do TV Squad declarou em sua avaliação que "Chirp" havia gerado muitas risadas "provavelmente porque eu tenho uma mente suja" declarou. Apesar disso, ele também afirmou que ainda era um episódio decente porque ambos Jay e Phil pareciam totalmente humanos esta semana. Rachael Maddux de Nova York deu ao episódio um comentário bastante negativo dizendo que "este episódio em particular parecia preso em uma rotina".